# دیوید هینس
دیوید هینس (به انگلیسی: David Haines) یک شهروند بریتانیایی است وی امدادگر است آنگونه که رسانه‌ها گزارش داده‌اند، هینس برای موسسه‌ای به نام «ACTED» فعالیت می‌کرده و در لیبی و سودان هم به عنوان امدادگر دارای سابقه کار است گفته می‌شود که هینس در سوریه برای یک سازمان امدادرسانی فرانسوی کار می‌کرد.

## ربوده شدن و مرگ
دیوید هینس ۴۴ ساله در مارس ۲۰۱۳ در نزدیک یک اردوگاه آوارگان سوری در ادلب ربوده شده بود خانواده هینس از داعش خواسته بود تا با آن‌ها تماس برقرار کند ولی داعش از پاسخ به درخواست خانواده هینس خودداری کرده بود. تا اینکه در ۱۳ سپتامبر ۲۰۱۴، ویدئویی خطاب به نخست‌وزیر انگلیس دیوید کامرون منتشر شد که در آن اعدام و گردن‌زدن دیوید هینس مددکار اهل بریتانیا توسط جان جهادی را نشان می‌داد. جان جهادی این فیلم را پیامی به متحدان آمریکا عنوان کرد و شروع به انتقاد از سیاست‌های آمریکا و متحدانش در منطقه کرد. داعش همچنین تهدید کرده‌است که در صورت ادامه حملات، الن هنینگ (امدادگر) دیگر تبعه انگلیسی ربوده‌شده در سوریه را سر می‌برد.
پیش از این فیلیپ هاموند وزیر امور خارجه انگلیس گفته بود که همه تلاش ممکن را برای نجات هینس انجام می‌دهد. تاکنون مقامات رسمی انگلیسی این فیلم را تأیید نکرده‌اند و وزارت خارجه این کشور اعلام کرده که در حال بررسی این فیلم است.

## واکنش‌ها
دیوید کامرون نخست‌وزیر انگلیس در پیامی در شبکه اجتماعی توئیتر با محکوم کردن این اقدام داعش آن را اقدامی شرورانه توصیف کرد نخست‌وزیر انگلیس وعده داد که عاملان قتل هینس را مجازات خواهد کرد.
همزمان باراک اوباما رئیس‌جمهور آمریکا نیز به «کشته شدن» این تبعه انگلیس واکنش نشان داده و آن را محکوم کرده‌است. وی همچنین تأکید کرده‌است که آمریکا تلاش می‌کند با تشکیل ائتلافی با حضور انگلیس و دیگر کشورها، این اقدام داعش را پاسخ گوید.